# Achiel Lauwers

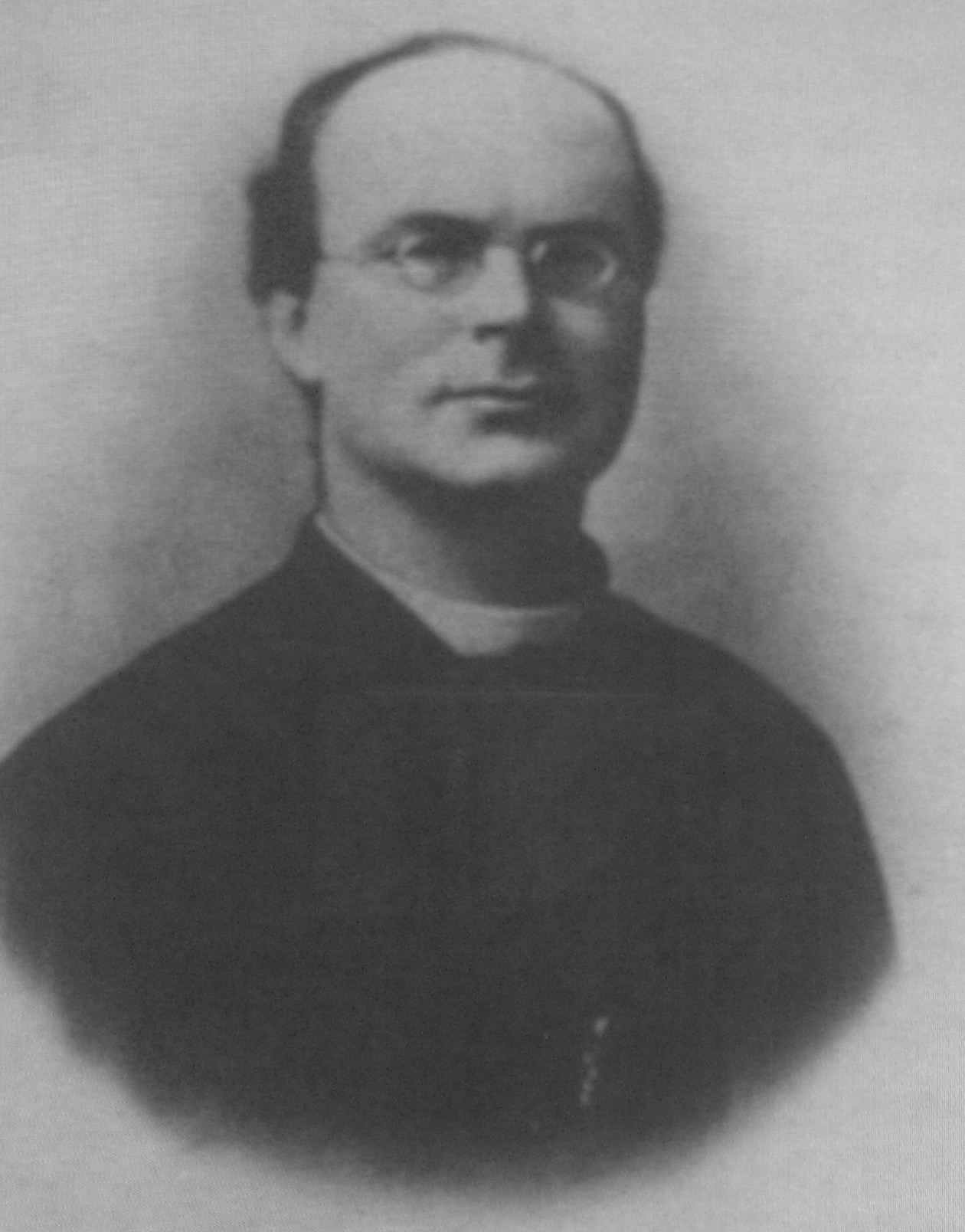
Priester Achiel Lauwers
(1864-1910).

Achiel Lauwers (Ingelmunster, 31 augustus 1864 - Brugge, 28 december 1910) was een Belgisch rooms-katholiek priester en sociaal voorman.

## Christendemocraat
Achiel Lauwers was de zoon van notaris Juliaan Lauwers en Maria Ludovica Vandorpe en de broer van de chirurg Emiel Lauwers. Beiden waren achterkleinzoons van Pieter Lauwers, burgemeester van Torhout.
Hij werd, na zijn priesterwijding in 1888 en hogere studies te Leuven, in 1890 tot leraar benoemd aan het Klein Seminarie van Roeselare. Hij werd er de oprichter van de Gilde der Ambachten, de christelijke vakbond en een vakschool. Het was in die periode dat paus Leo XIII de encycliek Rerum Novarum wereldkundig had gemaakt (1891) en heel wat reacties losweekte in West-Europa.
In 1904 riep de bisschop Gustavus Josephus Waffelaert hem naar Brugge, om wat hij in Roeselare had gepresteerd daar verder te realiseren. Hij werd er proost van de Gilde der Ambachten en stichtte er nadien de christelijke vakbond. Hij diende als tegengewicht bij de katholieken, tegen het groeiend socialisme én tegen de christendemocraten van de meer radicale priester Florimond Fonteyne. Deze laatste vond zijn inspiratie bij priester Adolf Daens, wat toen door de kerkelijke overheid minder gesmaakt werd. In West-Vlaanderen wordt Lauwers beschouwd als een van de grondleggers van de Vlaamsgezinde christendemocratie, in de geest van de sociale leer van de Kerk.
Daarnaast was hij ook proost van Onze-Lieve-Vrouw van Blindekens. Hij was de oprichter van de vakschool VTI Brugge, die in 2008 haar eeuwfeest vierde. De onderwijsinstelling was aanvankelijk gevestigd aan de Nieuwe Gentweg en groeide uit tot het Vrij Technisch Instituut (VTI) in de Boeveriestraat, Zandstraat en Lieven Bauwensstraat.
Zijn opvolger, kanunnik Achiel Logghe (1878-1965), kwam, na het plotse overlijden van Lauwers, aan het hoofd van de christelijke arbeidersbeweging voor het arrondissement Brugge. Hij stond er 40 jaar aan het hoofd van en maakte er een gezaghebbende organisatie van.